# Первая англо-сикхская война
Первая англо-сикхская война (1845—1846) — вооружённый конфликт между Сикхской империей и Британской Ост-Индской Компанией. Закончился частичным покорением сикхов.

## Предпосылки
Сикхское государство в Пенджабе выросло в начале XIX века под властью махараджи Ранджита Сингха, однако тогда же к границам Пенджаба приближается экспансия Британской колониальной империи. Ранджит Сингх старался поддерживать хорошие отношения с британцами, но в то же время готовил свою армию к отражению возможной агрессии как Британии, так и Афганистана, находившегося в то время под властью эмира Дост-Мухаммеда. Он нанял американских и европейских специалистов в свою артиллерию, и также включил в армию контингенты индуистов и мусульман.

### События в Пенджабе

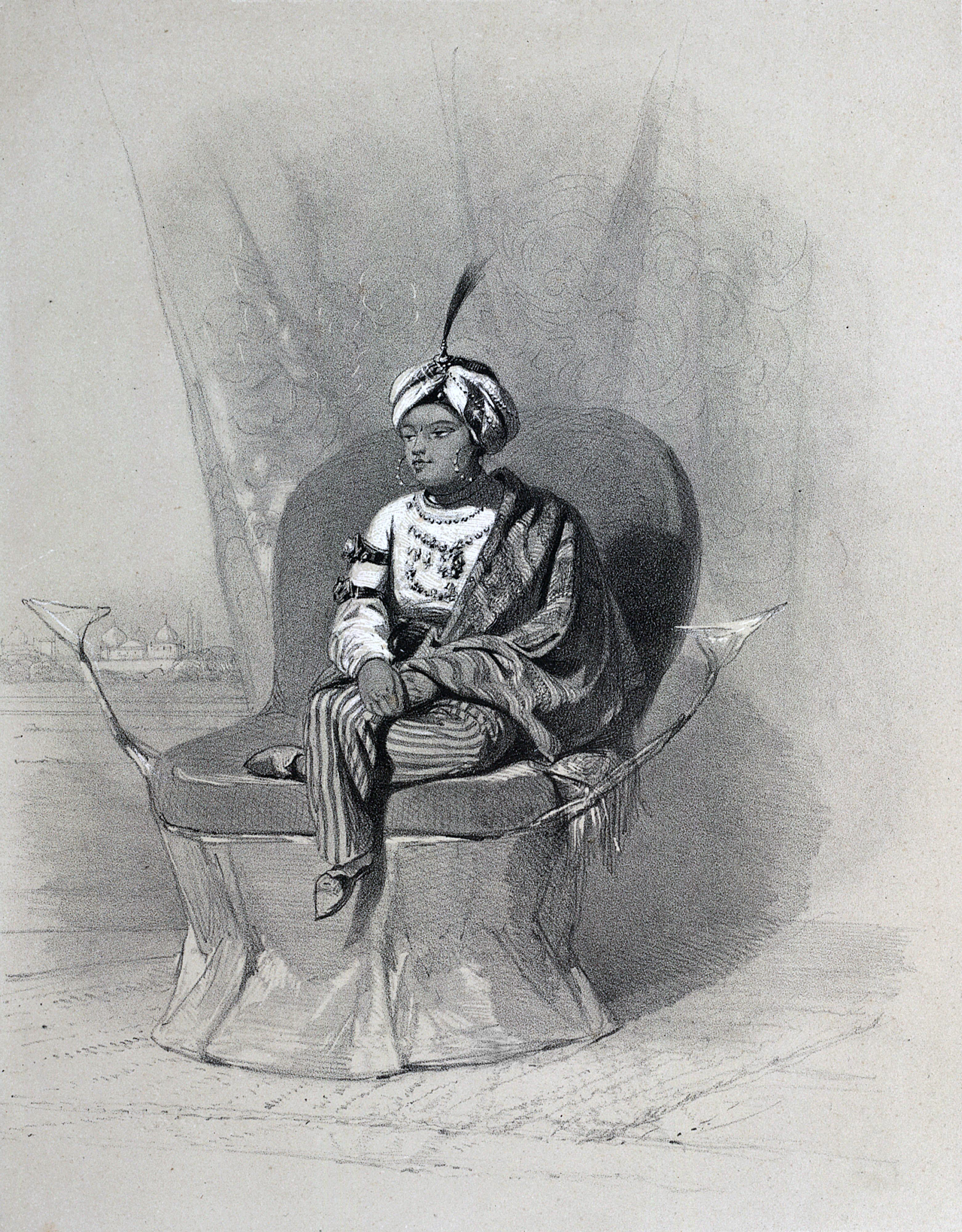
Далип Сингх (1840)

Ранджит Сингх умер в 1839 году. Практически немедленно в его княжестве начались раздоры. Его законный наследник, Харак Сингх, был непопулярен, и он был свергнут через несколько месяцев. Позднее он умер при загадочных обстоятельствах; когда принц возвращался с кремации своего отца, на него упала арка в форте Лахор.
За власть в Сикхском государстве сражались две фракции: сикхская Синдханвали и индуистская Догра. Догра преуспела, приведя к власти в январе 1841 года старшего незаконного сына Раджита Сингха, Шера Сингха. Синдханвали спаслись на британской территории, оставив множество сторонников в армии Пенджаба.
После смерти Ранджита Сингха армия была резко увеличена, с 29 тыс. человек и 192 пушек в 1839 году до 80 тыс. человек в 1845 году, благодаря вооружению феодалов. Теперь армия сама по себе претендовала на роль Хальсы — сикхской общины. Полковые панчаяты (комитеты) стали альтернативной властью, исполнительной, военной и гражданской, претендуя на достижение идеала Гуру Гобинда Сингха. Британские наблюдатели описывали эту систему, как «опасную военную демократию». Англичане, посещавшие в то время Пенджаб, отмечали, что сикхские полки поддерживают в стране «пуританский» порядок, однако при этом находятся в постоянном противостоянии с Дурбаром (центральным двором). В одном из примечательных случаев, сикхские солдаты взбунтовались, и начали убивать всех, кто, как им казалось, говорил по-персидски (язык, использовавшийся клерками, отвечавшими за финансы Хальсы).
Махараджа Шер Сингх был не в состоянии оплачивать требования Хальсы, хотя и продолжал растрачивать деньги на свой двор. В сентябре 1843 года он был убит своим двоюродным братом, офицером Хальсы, Аджитом Сингхом Синдханвали. Дзинд Каур, самая молодая вдова Ранджита Сингха, стала регентом при своём малолетнем сыне, Далипе Сингхе. После того, как визирь Хира Сингх был убит при попытке сбежать из столицы, ограбив царскую сокровищницу (Тошкана), в декабре 1844 года визирем стал брат Каур, Джавахир Сингх. Он пытался подкупить Хальсу обещаниями несуществующих сокровищ, и в сентябре 1845 года был убит на параде на глазах Каур и Дулипа Сингха.
Хотя Каур публично поклялась отомстить убийцам своего брата, она осталась регентом. Визирем стал Лал Сингх, главнокомандующим — Тедж Сингх. Оба принадлежали к фракции Догра, и были индуистами высшей касты извне Пенджаба, которые обратились в сикхизм в 1818 году, как и многие пенджабцы в то время.

### Действия британцев

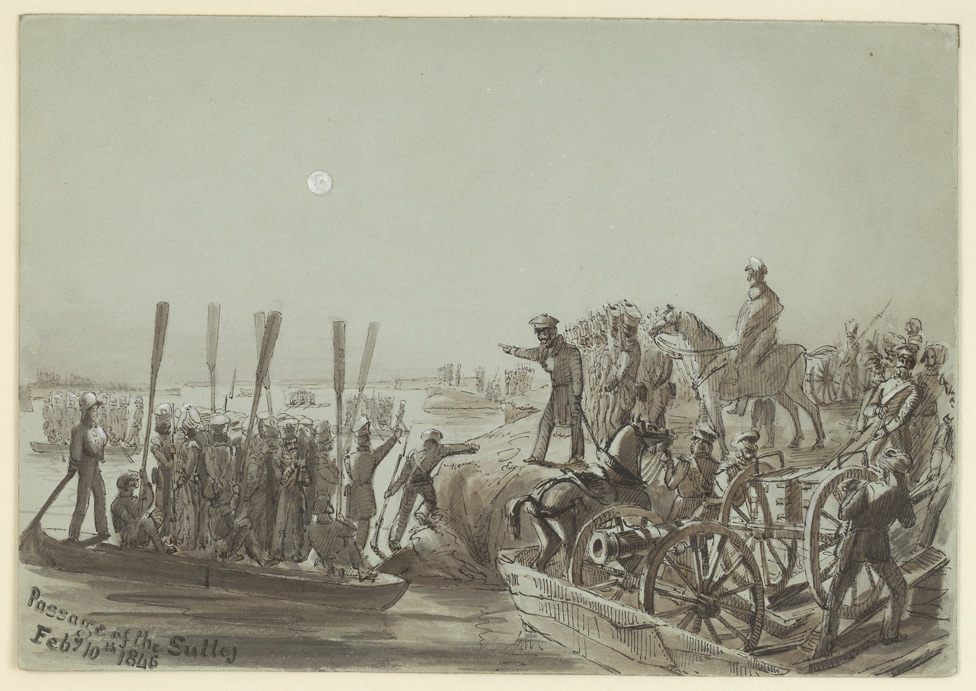
Британские войска пересекают Сатледж (Пенджаб) в лодках. 10 февраля 1846

В то же время, Британская Ост-Индская компания начала наращивать свои вооружённые силы, в частности, в пограничных с Пенджабом районах. В 1844 году она аннексировала Синд, находившийся к югу от Пенджаба. Также они построили военную базу в Фирозпуре, всего в нескольких милях от реки Сатледж, по которой тогда проходила граница между Британской Индией и сикхами.
Действия британцев были двусмысленными, и могли быть вызваны опасениями, что беспорядки в Хальсе могут сделать её опасной для британских территорий вдоль границы. Однако сикхские и индуистские историки отмечают наступательный характер этих военных приготовлений.
Политический агент британцев в пограничных районах, майор Джордж Бродфут, отмечал беспорядки в Сикхском государстве, и вёл подсчёт многочисленным случаям коррупции во дворе. Многие британцы испытывали соблазн распространить влияние империи на сикхов, на тот момент единственную силу в Индии, которая теоретически могла представлять собой угрозу англичанам, и единственное княжество, сохранявшее независимость.

## Война
Обменявшись взаимными обвинениями, сикхский Дарбар и Британская Ост-Индская компания разорвали дипломатические отношения. Британцы во главе с сэром Хью Гофом, главнокомандующим Бенгальской армии, начали маршировать на Фирозпур, где уже размещалась одна дивизия. Эти «британские» войска состояли из соединений Бенгальской армии, где одно британское подразделение приходилось на три или четыре туземных подразделения из бенгальской пехоты и кавалерии. Артиллерия состояла в основном из лёгких орудий элитной Бенгальской конной артиллерии.
В ответ сикхи 11 декабря 1845 года пересекли реку Сатледж. Хотя армия и состояла в основном из сикхов, в ней также служили панджабские, пуштунские и кашмирские пехотинцы. Артиллерия состояла из тяжёлых орудий, была сформирована и обучена европейскими наёмниками.
Сикхи объявили, что лишь движутся к сикхским же владениям, однако британцы восприняли их действия, как враждебные, и объявили войну. Одно сикхское соединение во главе с Тедж Сингхом выдвинулось на Фирозпур, однако не попыталось ни штурмовать, ни осадить британцев. Второе соединение во главе с Лил Сингхом столкнулось с британцами 18 декабря в битве при Мудки, и потерпело поражение.
На следующий день британцы обнаружили большое соединение сикхов, марширующие на Фирозешах. Генерал-губернатор Бенгалии Гардиндж приказал не атаковать их, дожидаясь подкреплений. Когда они прибыли 21 декабря, сэр Хью Гоф атаковал их, всего за несколько часов до заката. Хорошо организованная сикхская артиллерия нанесла британцам тяжёлые потери, а их пехота сражалась отчаянно. С другой стороны элитная иррегулярная кавалерия сикхов, гходачада (или горачара), оказалась неэффективной против кавалерии и пехоты британцев, и удерживалась Лил Сингхом от сражения.
После заката часть подразделений Гофа продолжила сражаться на сикхских позициях, однако остальные отступили в беспорядке. Гардиндж ожидал поражения, и приказал сжечь документы в Мукди в таком случае. Однако следующим утром британцы выбили сикхов из оставшихся укреплений. В этот момент появилась армия Теджа Сингха. Истощённые британские силы ожидали катастрофы, однако Тедж Сингх неожиданно отступил.
Боевые действия временно прекратились, обе стороны ожидали подхода подкреплений. С возобновлением операций сикхи отправили за реку Сатледж отряд с целью перерезать коммуникации и снабжение британцев. На борьбу с ними были отправлены войска во главе с сэром Гарри Смитом. Сикхская кавалерия атаковала его на марше, и захватила обозы, однако в битве при Аливале 28 января 1846 года Смит одержал победу, захватив сикхский плацдарм.
Основная армия Гофа тем временем получила подкрепления, и присоединилась к Смиту. Затем британцы атаковали главный сикхский плацдарм в Собраоне 10 февраля. По слухам, Тедж Сингх дезертировал из сикхской армии в начале битвы. Несмотря на отчаянное сопротивление сикхов, войска Гофа прорвали их линии. Мосты за спиной у сикхов были уничтожены огнём британской артиллерии, либо, по другим данным, были уничтожены отступающим Теджом Сингхом, чтобы избежать преследования британцев. Сикхи оказались в ловушке. Они отказались сдаваться, и британцы не проявили милосердия. Победа англичан нанесла сикхской армии серьёзный удар.

## Последствия

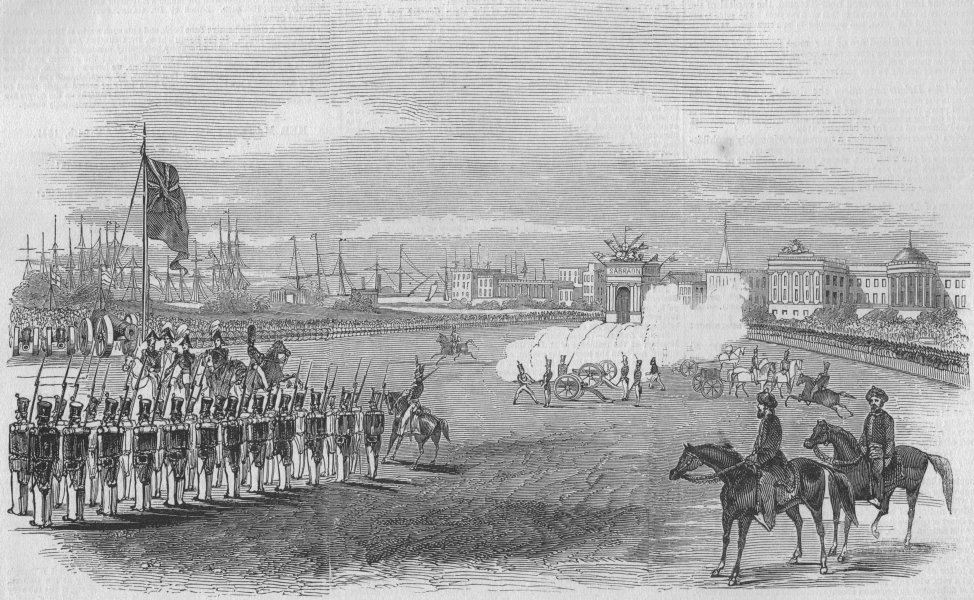
Прибытие захваченных сикхских пушек в Калькутту

Согласно Лахорскому соглашению 9 марта 1846 года, сикхи уступали британцам ценный район Джуллундур Доаб между реками Биас и Сатледж. Лахорский Дурбар также был вынужден заплатить контрибуцию в 15 миллионов рупий (1.5 млн кроров). Не имея таких денег, Дурбар уступает в качестве эквивалента одного крора Кашмир, Хазарею, все форты, территории, права и прибыли в княжествах между реками Биас и Инд. В более позднем отдельном соглашении (Амритсарский договор) раджа Джамму получил от британцев Кашмир за 7.500.000 рупий (75 лакхов), и был титулован Махараджей Джамму и Кашмира.
Махараджа Дулип Сингх остался правителем Пенджаба, а его мать — регентом, однако британское присутствие должно было сохраняться до совершеннолетия махараджи (16 лет). Бхировальский договор 16 декабря 1846 года назначил регентше пенсию от британцев в 150.000 рупий (1.5 лакхов). При поддержке Регентского совета в Лахоре был заменён британский резидент с агентами в других городах и регионах. Таким образом, Британская Ост-Индская компания получила контроль над сикхским правительством.

### Статьи
- Bawa Satinder Singh. Raja Gulab Singh's Role in the First Anglo-Sikh War (англ.) // Modern Asian Studies. — Cambridge University Press, 1971. — Vol. 5, iss. 1. — P. 35-59.